# アフリカオニネズミ
アフリカオニネズミ（英名:Giant pouched rat,Cricetomys属）はサブサハラ・アフリカに生息するアフリカオニネズミ亜科アフリカオニネズミ属に属する哺乳類の総称。体長25 - 45cm、鱗状の皮膚で覆われた尾の長さは36 - 46cm、体重は1.0 - 1.5kgと大型のネズミ類である。

## 生物的特徴
英名は「Giant pouched rat（ジャイアント・ポーチド・ラット）」。ラットと付くがネズミ科のラット類（クマネズミ属）との関連は薄く、むしろアフリカ大陸やマダガスカル島に分布するアシナガマウス科の放散した系統に含まれる。大きな頬袋（ポーチ）を持つことからその名が付けられた。
繁殖形態は胎生。メスは年に10回まで出産することが出来るとされる。妊娠期間は27 - 36日、一度に1 - 5匹の子供を産む。メスの乳房の数は8つ。
夜行性で雑食性。主に植物と無脊椎動物を餌とし、特に椰子の実を好んで食べる。他のネズミやウサギなどと同様に食糞をする。人に懐きやすくペットとして飼うことができる。また、アフリカ諸国では食肉用の動物として重要な存在でもある。

## 分類
- Cricetomys ansorgei　　Southern giant pouched rat
- Cricetomys emini　モリアフリカオニネズミ　Emin's_pouched_ratまたはForest giant pouched rat
- Cricetomys gambianus サバンナアフリカオニネズミ　Savanna giant pouched rat
- Cricetomys kivuensis　　Kivu giant pouched rat

## 利用
タンザニアに拠点を置く団体APOPOはアフリカオニネズミの優れた嗅覚に着目し、その一種サバンナアフリカオニネズミを訓練して地雷の探知・除去に役立てる事業を展開している。体重が軽いため地雷に乗っても爆発する可能性が低く、金属探知機よりも高効率で地雷の探索が出来る。また、人間の喀痰から結核菌を検出する研究も進められており医療現場での活躍が期待される。これらのネズミは「ヒーローラッツ（HeroRATS;英雄ネズミ）」と呼ばれている。

## ギャラリー

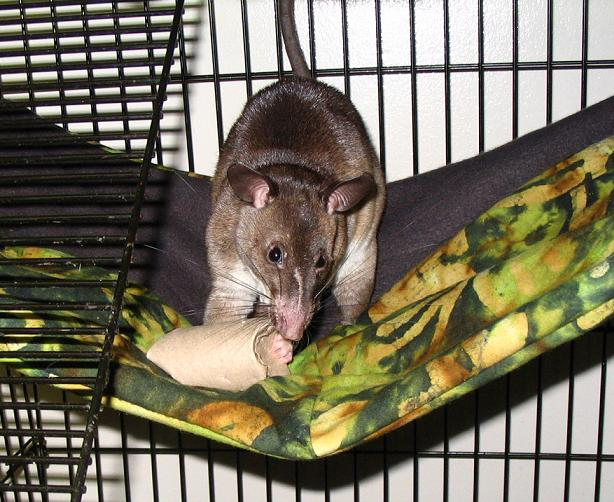
Cricetomys emini